# George W. Fithian
Pour les articles homonymes, voir Fithian.
George Washington Fithian (4 juillet 1854 – 21 janvier 1921, Memphis), est un homme politique américain.

## Biographie
Après ses études de droit, il a été admis au barreau en 1875 et débuté la pratique à Newton, dans l'Illinois. Il est avocat général du Comté de Jasper de 1876 à 1884.
Fithian est élu Représentant de l'Illinois en tant que démocrate au 51e, au 52e et au 53e Congrès des États-Unis (4 mars 1889-3 mars 1895). Il est président de la commission de la Marine marchande et des Pêches et commissaire de chemin de fer et de l'entrepôt de l'Illinois de 1895 à 1897.
Il reprend la pratique du droit et s'engage dans des activités agricoles et d'élevage à Newton. Il était également le propriétaire d'une plantation extensive du coton près de Falcon, dans le Mississippi.

## Sources
- (en) Cet article est partiellement ou en totalité issu de l’article de Wikipédia en anglais intitulé « George W. Fithian » (voir la liste des auteurs).